# Königstein (Schiff, 1915)
Der Raddampfer Königstein ist das letzte Schiff, das während des Ersten Weltkrieges und der anschließenden Wirtschaftskrise in der Schiffswerft Laubegast gebaut wurde. Das Schiff wurde unter dem Namen Generalfeldmarschall von Hindenburg mit der Baunummer 56 im Jahr 1915 auf Kiel gelegt. Im Jahr 1919 erhielt es als zweites Schiff den Namen Königstein.

## Die Zeit nach der Indienststellung bis 1945

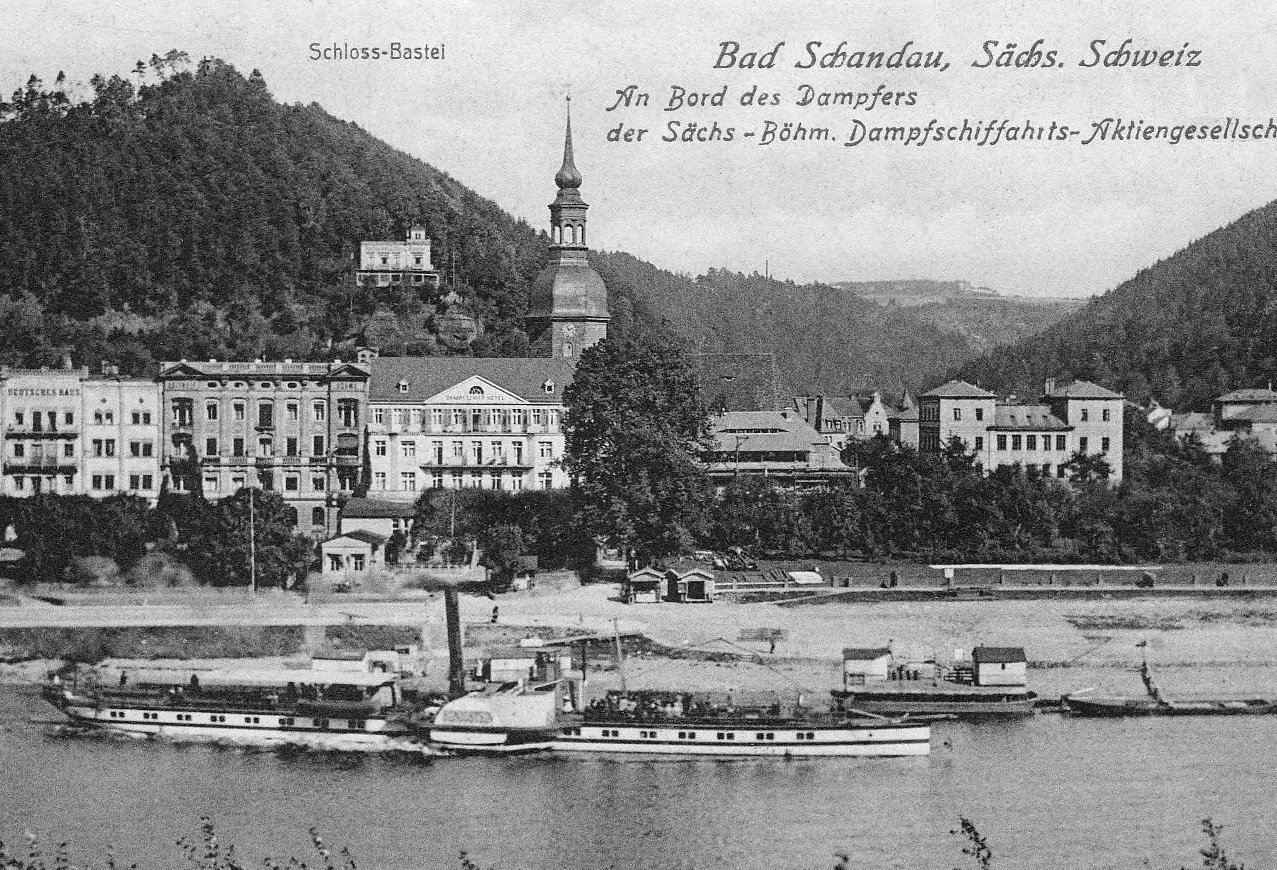
Raddampfer Königstein in Bad Schandau

Aufgrund des im Sommer immer wieder niedrigen Wasserstandes der Elbe hatte sich die Gesellschaft entschieden, einen Glattdeckdampfer mit geringen Tiefgang zu bauen. Namensgeber war Paul von Hindenburg, zu dieser Zeit Generalfeldmarschall des Deutschen Heeres. Nach der Indienststellung fuhr das Schiff für die Sächsisch-Böhmische Dampfschiffahrts-Gesellschaft (SBDG). Nach der Einstellung des Geschäftsbetriebes im Jahr 1923 fuhr das Schiff für die 1923 neu gegründete Sächsisch-Böhmische Dampfschiffahrt, Aktiengesellschaft (SBDA). Der ab 1926 übliche weiße Anstrich der Schiffe brachte ihr den Namen Weiße Flotte ein. Es verfügte über eine Dampfsteuermaschine und ein Ruderhaus. Gebaut wurde die Dampfsteuermaschine von der Dresdner Maschinenfabrik und Schiffswerft Uebigau AG mit der Fabrik-Nr. 1454. In der Größe ist das Schiff mit der Pillnitz vergleichbar. Die Passagierzahl dürfte nach heutigen Maßstäben bei ca. 400 Plätzen liegen. Im Oktober 1919 wurde sie wie alle Schiffe, die Namen eines Monarchen oder einer Monarchie trugen, umbenannt und erhielt den Namen Königstein.
Am 4. März 1926 havarierte das Schiff beim Transport von zwei Landungsbrücken an der Marienbrücke. Dabei wurde der rechte Radkasten zerstört.

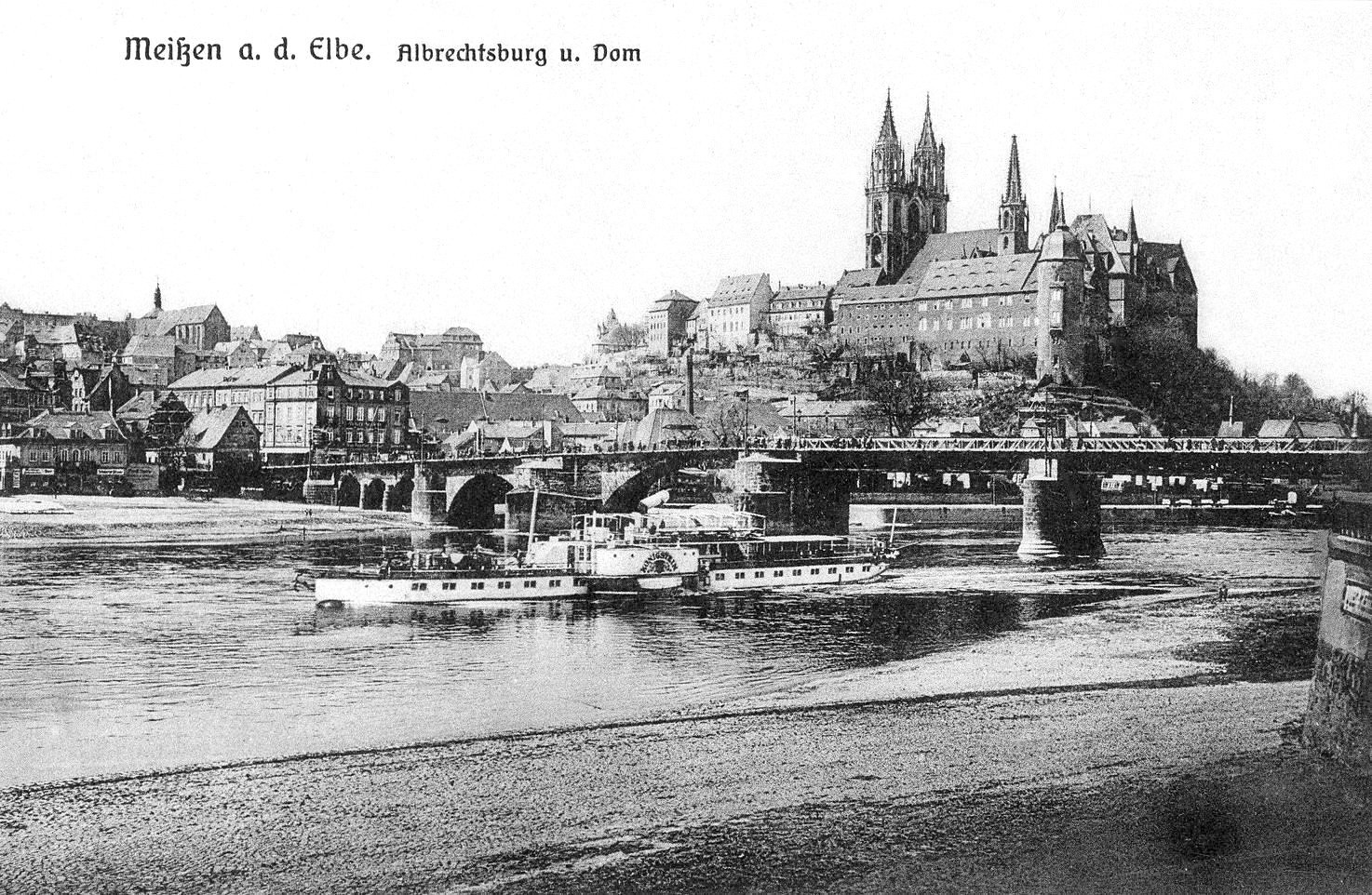
Raddampfer Königstein in Meißen

Im Winter 1927/28 wurde das Schiff einem Umbau unterzogen. Der Rumpf wurde um 3,66 m verlängert und die Radkästen wurden ausgebaut, um Platz für den Einbau von Toiletten zu schaffen. Neben dem Aufbau eines Oberdecks wurden ein Decksalon im Hinterschiff und eine Dampfheizung eingebaut. Gleichzeitig erhielt das Schiff den weißen Anstrich.
Am 19. Juli 1929 kollidierte die Königstein in Bodenbach mit einem Frachtkahn der NDBG (Neuen Deutsch-Böhmische Elbeschiffahrt Aktiengesellschaft). Dabei wurde ein Radkasten beschädigt.
Im Sommer 1943 erhielt die Königstein wie alle Dampfer einen Tarnanstrich. Vom 29. Juli bis 4. August 1943 war das Schiff zu Evakuierungsmaßnahmen nach den Bombenangriffen in Hamburg eingesetzt. Über ihren weiteren Einsatz im Zweiten Weltkrieg ist nichts bekannt.

## Die Zeit nach 1945
Im Jahr 1946 wurde sie in den Bestand der neu gegründeten Sowjetischen Staatlichen Oderschiffahrts-AG (SOAG) eingegliedert und am 3. Juli 1946 als Reparationsleistung beschlagnahmt und in die Sowjetunion überführt. In der Schiffswerft in Roßlau wurden die Decksaufbauten und Radkästen entfernt, um auf dem Weg nach Stettin die niedrigen Brücken und engen Schleusen passieren zu können. Nach dem Weg über die Ostsee wurde das Schiff im Raum Leningrad als Transportschiff eingesetzt. Nach der Umsetzung auf die Wolga wurde das Schiff 1947 unter dem neuen Namen Дачный in den Bestand der (Средне-Волжское Речное Пароходство [СВРП]) Mittlere Wolga Flussschifffahrtsgesellschaft übernommen. Diese bediente den 750 km langen Flussabschnitt von Kamskoje Ustje im Norden bis Kamyschin im Süden. Die Gesellschaft ging in der 1948 gegründeten (Волжское Грузовое Речное Пароходство [ВГРП]) Wolga-Fracht-Flusschifffahrtsgesellschaft auf. Im Jahr 1955 wurde sie in (Волжское Речное Объединённое Пароходство [ВОРП]) Wolga Vereinigte Flussschiffahrtsgesellschaft umbenannt. Über den Verbleib des Schiffes nach 1955 ist nichts bekannt.

## Die Dampfmaschine
Die Dampfmaschine war eine schräg liegende Hochdruck-Zweizylinder-Verbund-Dampfmaschine mit Einspritzkondensation. Gebaut wurde sie, wie auch der Zwei-Flammrohr-Zylinderkessel, von der Dresdner Maschinenfabrik und Schiffswerft Uebigau AG, mit der Fabrik-Nr. 1453. Die Leistung betrug 180 PS. Der Dampfkessel hatte 11 bar Dampfdruck. Bei der Dampfmaschine handelte es sich um eine schnelllaufende Maschine mit 60 statt der bisher üblichen 40 Umdrehungen/min. Deshalb waren die Schaufelräder kleiner als bisher. Die Maschine bewährte sich allerdings nicht.

## Kapitän des Schiffes
- Arno Julius Junghans 1916–1920